# 名古屋市立高針台中学校
名古屋市立高針台中学校（なごやしりつ たかばりだいちゅうがっこう）は、愛知県名古屋市名東区勢子坊三丁目801番地に所在する公立中学校。通称は「高中」。
合唱が盛んな学校であり、音楽会は、大きなホールを借りて行い、PTAコーラスや合唱部の発表もある。

## 概要
1973年（昭和49年）4月に名古屋市立神丘中学校から分離独立し開校。名古屋市立高針小学校、名古屋市立極楽小学校、名古屋市立貴船小学校の児童が進学する。平成10年度（1998年度）全日本合唱コンクールで金賞を受賞（全国2位）。令和5年度（2023年）全日本合唱コンクールで金賞・高松市長賞を受賞（全国2位）

## 沿革
- 1973年（昭和48年）4月 - 名古屋市立神丘中学校分校として開校。
- 1974年（昭和49年）4月 - 名古屋市立高針台中学校として分離独立。高針台地域スポーツセンターが開設される[2]。
- 1977年（昭和52年）度 - 地域スポーツセンター開設に関連して、運動場に照明設備が整備される[2]。
- 1975年（昭和50年） - 校歌「真澄の空」発表。
- 1984年（昭和59年）4月 - 名古屋市立牧の池中学校が分離開校。
- 1998年（平成10年） - 全日本合唱コンクール全国大会金賞受賞（全国2位）。
- 2002年（平成14年） - NHK全国学校音楽コンクール全国大会出場。
- 2022年（令和４年）- 校則や制服が変わって、青色スカーフセーラー服・学ランから、男女ともブレザーになっている。ズボンとスカートの好きな方を選ぶことができる。旧制服でも、新制服でも、カーディガンを着ることが認められた。
- 2022年（令和４年） - 全日本合唱コンクール全国大会出場。（銅賞）
- 2023年（令和５年） - 全日本合唱コンクール全国大会出場　金賞・高松市長賞受賞（全国2位）

## 学区
名古屋市立貴船小学校、名古屋市立極楽小学校、名古屋市立高針小学校の各学区。

## 部活動

### 運動部
- サッカー部(男・女)
- 女子ソフトテニス部
- バスケットボール部（男・女）
- バドミントン部（男・女）
- 野球部(男・女)
- 陸上競技部(男・女)

### 文化部
- 合唱部（男・女）
- 茶道部（男・女）
- 美術部（男・女）
- 英語部（男・女）

## 年間行事
| 4月 - 入学式 - 始業式 5月 - 体力運動能力調査 - 中間テスト 6月 - 教育相談 - 期末テスト 7月 - 終業式 8月 - 夏休み 9月 - 始業式 - 体育大会 | 10月 - 中間テスト 11月 - 音楽会 - 教育相談 - 期末テスト 12月 - 終業式 1月 - 始業式 - 学年末テスト（3年生） 2月 - 学年末テスト（1・2年生） 3月 - 3年生（卒業生）を送る会 - 卒業式 - 終了式 |

## 著名な卒業生
- 浅田舞（フィギュアスケート選手）
- 浅田真央（フィギュアスケート選手）
- 湊川誠隆（元プロ野球選手）
- 宮市亮（プロサッカー選手）
- 宮市剛（プロサッカー選手）
- 矢野隼人（元サッカー選手）
- 加藤幹仁（プロサッカー選手）
- 岬麻紀（元衆議院議員）

## 交通アクセス
名古屋市交通局
- 名古屋市営地下鉄東山線 本郷駅より約2km、徒歩で約25分。
- 名古屋市営バス 幹本郷1系統に乗車、「高針台中学校」バス停より約500m、徒歩で約6分。